# Nalaganje
Nalaganje je stanje, pri katerem program izvaja operacijo (nalaganje podatkov z diska, računanje, ipd.) in od uporabnika zahteva potrpežljivost. Po navadi je navadno delovanje programa do konca nalaganja onemogočeno.